# Panduvasdeva
Panduvasdeva – król Syngalezów na Sri Lance w latach 504–474 p.n.e., syn króla Sumitty z Sinhapury w północnych Indiach, bratanek i następca Widźaja.

## Życiorys

### Pochodzenie
Panduvasdeva przyszedł na świat przed 515 p.n.e. jako najmłodszy syn króla Sumitty, rezydującego w legendarnym mieście Sinhapura w północnych Indiach. Sumitta był bratem-bliźniakiem Widźaja, który utraciwszy prawa do odziedziczenia ojca i wygnany na banicję założył na zdobytych na Sri Lance terenach własne państwo, aczkolwiek brakowało mu legalnego następcy trony. Dlatego czując nadchodzący koniec życia Widźaja zaprosił swojego brata-bliźniaka Sumittę, by ten przejął po nim władzę. Sumitta jednak nie chcąc opuszczać ojczyzny wysłał doń w zastępstwie swego najmłodszego syna Panduvasudevę.

### Objęcie władzy
Królewicza wysłano na obiecaną wyspę wraz z 32 zaufanymi towarzyszami przez morze. Jednakże wylądowali oni w Gokanna (obecnie Trikunamalaja) na niewłaściwym, północno-wschodnim wybrzeżu. Kiedy młody królewicz przybył, jego stryj już nie żył, a władzę sprawował regent Upatissa z Upatissa Nuwara, będący przedtem głównym ministrem Widźaja. Upatissa faktycznie zrazu ustąpił przybyłemu Panduvasdeva tronu, który kontynuował dynastię Widźaja.

### Koligacje i komplikacje rodzinne
Podobnie jak jego stryj Widźaja, również Panduvasdeva poślubił indoaryjską księżniczkę z rodu Pandja. Jego wybór padł na słynącą ze swej urody kobietę zwaną w źródłach jako Subhaddakaccani, Kasyindevi lub – ze względu na jej pokrewieństwo z Siddharthą Gautamą – Buddhakachchana. W jej orszaku przybyło na wyspę wraz z nią sześciu spośród jej braci (Ramagona, Ruhuna, Dighayu, Uruvela, Anuradha, Vijitagama), z których każdy założył nowe miasto swego imienia (Anura-Gama, Dighayu-Dighamadulla, Rama-Gama, Rohana (Ruhuna), Uruwela oraz Vijithapura.
Później córka Panduvasdevy, Ummadha Citta zaszła w ciążę z księciem Digha Gamani, synem księcia Dighayu, brata królowej. Chcąc zmazać hańbę, bracia chcieli zabić siostrę. Jedynie najstarszy brat, Abhaya, stanął w jej obronie i wymógł na ojcu zezwolenie na małżeństwo kochanków. Jednakże w ich horoskopie nadworni astrolodzy wyczytali, że unicestwi swych wrogów, dlatego postanowili zgładzić noworodka, jeżeli będzie to syn. Księżniczka Citta urodziła faktycznie syna, którego nazwano Pandukabhaya. Aby ratować dziecko, rodzice zamienili go na akurat nowo narodzoną dziewczynkę, syna zaś oddali do adopcji na południe wyspy, z dala od złowrogich wujów. Gdy Pandukabhaya dorósł, został dzielnym wojownikiem i dopełnił proroctwa, po czym zjednoczył wyspę pod swym berłem.

### Podsumowanie
Rezydując w Upatissa Nuwara Panduvasdeva rządził stosunkowo spokojnie przez 30 lat. Dla usprawnienia administracji, podzielił on wyspę na trzy prowincje: Raja Rata (lub Pihiti Rata), Maya Rata i Ruhuna Rata. Po jego śmierci władzę przejął jego pierworodny syn, Abhaya.